# Dominik Perler
Dominik Perler (* 17. März 1965 in Freiburg, Schweiz) ist seit 2003 Professor für Theoretische Philosophie an der Humboldt-Universität zu Berlin und Co-Sprecher der Kollegforschungsgruppe Human Abilities.

## Leben
Perler studierte Philosophie und Russistik an den Universitäten Freiburg (Schweiz), Bern und Göttingen. Er wurde 1991 in Freiburg mit der Schrift Der propositionale Wahrheitsbegriff im 14. Jahrhundert promoviert. Danach arbeitete er 1991/92 als Visiting Scholar an der Cornell University, 1992/93 als Visiting Assistant Professor an der University of California, Los Angeles, und von 1993 bis 1995 als Lehrbeauftragter an der Universität Göttingen. 1996 habilitierte er sich dort mit der Arbeit Repräsentation bei Descartes. 1996/97 war Perler Fellow of All Souls und University Lecturer an der University of Oxford. 1997 berief ihn die Universität Basel zum ordentlichen Professor für Philosophie. Seit 2003 ist er Professor für Theoretische Philosophie an der Humboldt-Universität zu Berlin.
Perler war 2004/05 Fellow am Wissenschaftskolleg zu Berlin, 2009 Silverman Professor an der Universität Tel Aviv und im Frühling 2010 Fellow am Istituto Svizzero di Roma. Im Herbst desselben Jahres war er Carl Schurz Memorial Professor an der University of Wisconsin–Madison. 2011 hielt er die Leibniz-Vorlesungen an der Universität Hannover, 2012 war er Edith Bruce Lecturer an der University of Toronto. 2013 bis 2015 war er Global Scholar an der Princeton University. 2016 arbeitete er als Chaim Perelman Professor an der Université libre de Bruxelles und im Jahr 2017 als Gastprofessor an der École normale supérieure in Paris. Im Jahr 2022 war er Gastprofessor an der École Pratique des Hautes Études in Paris.
Perler ist seit 2007 Mitglied der Berlin-Brandenburgischen Akademie der Wissenschaften. Er war von 2007 bis 2010 Präsident der European Society for Early Modern Philosophy. Von 2015 bis 2017 war er Präsident der Deutschen Gesellschaft für Philosophie. 2020 wurde er zum Mitglied der Academia Europaea gewählt. Ebenfalls seit 2020 ist er Co-Sprecher der Kollegforschungsgruppe Human Abilities.
2006 wurde er mit dem Leibniz-Preis ausgezeichnet. 2014 verlieh ihm die Université catholique de Louvain ein Ehrendoktorat.

## Wirken
Perler arbeitet schwerpunktmäßig zur Philosophie des Mittelalters, der Philosophie der frühen Neuzeit und besonders zur theoretischen Philosophie dieser Epochen. Er versucht, vorfindliche Theorien mit heutigen philosophischen Methoden historisch und systematisch zu rekonstruieren und dabei die historischen Positionen auch in die Debatten der modernen analytischen Philosophie zu stellen. Bekannt wurde er mit dieser Methode unter anderem durch sein Buch über Theorien der Intentionalität im Mittelalter. Perler hat auch intensiv zu Wechselwirkungen zwischen christlicher und arabischer Philosophie gearbeitet. Systematisch beschäftigt er sich zudem mit der Erkenntnistheorie und der Philosophie des Geistes. In der Philosophie des Geistes stehen Theorien der frühen Neuzeit, Emotionstheorien, sowie das Bewusstsein von Tieren im Zentrum seiner Forschungsinteressen.
Er ist Mitglied des Beirats mehrerer Zeitschriften, darunter Journal of the History of Philosophy, British Journal for the History of Philosophy, History of Philosophy Quarterly, Vivarium, Archiv für Geschichte der Philosophie, Zeitschrift für philosophische Forschung, Oxford Studies in Medieval Philosophy.

## Schriften (Auswahl)

### Monographien
(Quelle: )
- Der propositionale Wahrheitsbegriff im 14. Jahrhundert. De Gruyter, Berlin 1992.
- Repräsentation bei Descartes. Klostermann, Frankfurt am Main 1996.
  - Chinesische Ausgabe: 笛卡尔论表征, Bejing: The Commercial Press 2023.
- René Descartes. Beck, München 1998; erweiterte Auflage 2006.
- mit Ulrich Rudolph: Occasionalismus. Theorien der Kausalität im arabisch-islamischen und im europäischen Denken. Vandenhoeck & Ruprecht, Göttingen 2000.
- Theorien der Intentionalität im Mittelalter. Klostermann, Frankfurt am Main 2002, ISBN 3-465-03178-4; 2. Auflage 2004; 3. Auflage 2020.
  - Kürzere Französische Ausgabe: Théories de l’intentionnalité au Moyen Age, Paris: Vrin 2003.
  - Russische Ausgabe: Teorii intenzionalnosti v srednie veka, Moskva: Izdatelskii dom delo 2016.
- Zweifel und Gewissheit. Skeptische Debatten im Mittelalter. Klostermann, Frankfurt am Main 2006; 2. Auflage 2012.
- Transformationen der Gefühle. Philosophische Emotionstheorien 1270–1670. S. Fischer, Frankfurt am Main 2011.
  - Englische Ausgabe: Feelings Transformed. Philosophical Theories of the Emotions 1270-1670, Oxford: Oxford University Press 2018.
- Eine Person sein. Philosophische Debatten im Spätmittelalter. Klostermann, Frankfurt am Main 2020.

### Herausgeberschaft
(Quelle: )
- Ancient and Medieval Theories of Intentionality. Brill, Leiden 2001.
- mit Ansgar Beckermann: Klassiker der Philosophie heute. Reclam, Stuttgart 2004.
- mit Markus Wild: Der Geist der Tiere. Philosophische Texte zu einer aktuellen Debatte. Suhrkamp, Frankfurt am Main 2005.
- mit Ulrich Rudolph: Logik und Theologie. Das Organon im arabischen und im lateinischen Mittelalter. Brill, Leiden 2005.
- mit Markus Wild: Sehen und Begreifen. Wahrnehmungstheorien in der frühen Neuzeit. De Gruyter, Berlin 2008.
- mit Johannes Haag: Ideen. Repräsentationalismus in der Frühen Neuzeit. De Gruyter, Berlin 2010.
- mit Klaus Corcilius: Partitioning the Soul. Debates from Plato to Leibniz. De Gruyter, Berlin 2014.
- mit Sonja Schierbaum: Selbstbezug und Selbstwissen. Texte zu einer mittelalterlichen Debatte. Klostermann, Frankfurt am Main 2014.
- The Faculties: A History (Series “Oxford Philosophical Concepts”), Oxford: Oxford University Press 2015.
- mit Sebastian Bender: Causation and Cognition in Early Modern Philosophy, London: Routledge 2020; paperback edition 2021.
- mit Sebastian Bender: Powers and Abilities in Early Modern Philosophy, London: Routledge 2024.